# Ablemma berryi
Espèce
Ablemma berryi est une espèce d'araignées aranéomorphes de la famille des Tetrablemmidae.

## Distribution
Cette espèce est endémique des Palaos,.

## Description
Le mâle holotype mesure 0,89 mm et la femelle paratype 0,94 mm.

## Étymologie
Cette espèce est nommée en l'honneur de James W. Berry.

## Publication originale
- Shear, 1978 : Taxonomic notes on the armored spiders of the families Tetrablemmidae and Pacullidae. American Museum novitates, no 2650, p. 1-46 (texte intégral).